# Crandallit
Crandallit ist ein relativ selten vorkommendes Mineral aus der Mineralklasse der wasserfreien Phosphate mit fremden Anionen. Es kristallisiert im trigonalen Kristallsystem mit der chemischen Zusammensetzung CaAl3[(OH)6|PO3(OH)|PO4]  und entwickelt meist körnige bis massige Aggregate, selten aber auch dünne, faserige Kristalle von oftmals mehr als drei Millimetern Größe in weißer, grauer, blassroter oder gelber Farbe.

## Etymologie und Geschichte
Bereits 1869 wurde das Mineral von B. Kosmann in der Zeitschrift der Deutschen geologischen Gesellschaft (Berlin: 21: 799) beschrieben, allerdings unter dem Namen „Kalkwavellit“ im Kapitel „Der Apatit von Offheim und der Kalkwavellit von Ahlbach und Dehrn“. Wissenschaftlich beschrieben unter seinem anerkannten Namen wurde das Mineral aber erst 1917 durch Gerald Francis Loughlin (1880–1946) und Waldemar Theodore Schaller, die es nach dem amerikanischen Ingenieur Milan L. Crandall Jr. benannten.
Als Typlokalität gilt die Brooklyn Mine bei Silver City im Juab County des US-Bundesstaates Utah.
Das Typmaterial des Minerals wird in der Mineralogischen Sammlung des National Museum of Natural History (NMNH) unter der Katalog-Nr. R05641 aufbewahrt.

## Klassifikation
In der veralteten 8. Auflage der Mineralsystematik nach Strunz gehörte der Crandallit zur Mineralklasse der „Phosphate, Arsenate, Vanadate“ und dort zur Abteilung „Wasserfreie Phosphate, Arsenate und Vanadate mit fremden Anionen“, wo er gemeinsam mit Dussertit, Florencit, Gorceixit, Goyazit, Plumbogummit und Waylandit in der „Crandallit-Reihe“ mit der Systemnummer VII/B.15 steht.
In der zuletzt 2018 überarbeiteten Lapis-Systematik nach Stefan Weiß, die formal auf der alten Systematik von Karl Hugo Strunz in der 8. Auflage basiert, erhielt das Mineral die System- und Mineralnummer VII/B.36-010. Dies entspricht der Klasse der „Phosphate, Arsenate und Vanadate“ und dort der Abteilung „Wasserfreie Phosphate, mit fremden Anionen F,Cl,O,OH“, wo Crandallit zusammen mit Arsenocrandallit, Arsenoflorencit-(Ce), Arsenoflorencit-(La), Arsenoflorencit-(Nd), Arsenogorceixit, Arsenogoyazit, Arsenowaylandit, Benauit, Dussertit, Eylettersit, Florencit-(Ce), Florencit-(La), Florencit-(Nd), Florencit-(Sm), Galloplumbogummit, Gorceixit, Goyazit, Graulichit-(Ce), Kintoreit, Kolitschit, Pattersonit, Philipsbornit, Plumbogummit, Segnitit, Springcreekit, Waylandit, Weilerit und Zaïrit die „Crandallitgruppe“ mit der Systemnummer VII/B.36 bildet.
Die von der International Mineralogical Association (IMA) zuletzt 2009 aktualisierte 9. Auflage der Strunz’schen Mineralsystematik ordnet den Crandallit in die Klasse der „Phosphate, Arsenate und Vanadate“ und dort in die Abteilung „Phosphate usw. mit zusätzlichen Anionen; ohne H2O“ ein. Hier ist das Mineral in der Unterabteilung „Mit mittelgroßen und großen Kationen; (OH usw.) : RO4 = 3 : 1“ zu finden, wo es zusammen mit Arsenocrandallit, Arsenogorceixit, Arsenogoyazit, Benauit, Dussertit, Gorceixit, Goyazit, Kintoreit, Philipsbornit, Plumbogummit, Segnitit und Springcreekit die „Crandallitgruppe“ mit der Systemnummer 8.BL.10 bildet.
In der vorwiegend im englischen Sprachraum gebräuchlichen Systematik der Minerale nach Dana hat Crandallit die System- und Mineralnummer 42.07.03.01. Das entspricht der Klasse der „Phosphate, Arsenate und Vanadate“ und dort der Abteilung „Wasserhaltige Phosphate etc., mit Hydroxyl oder Halogen“. Hier findet er sich innerhalb der Unterabteilung „Wasserhaltige Phosphate etc., mit Hydroxyl oder Halogen mit (AB)5(XO4)3Zq × x(H2O)“ in der „Crandallitgruppe“, in der auch Gorceixit, Goyazit, Lusungit, Plumbogummit, Kintoreit, Benauit und Springcreekit eingeordnet sind.

## Kristallstruktur
Crandallit kristallisiert trigonal in der Raumgruppe R3m (Raumgruppen-Nr. 166) mit den Gitterparametern a = 7,01 Å und c = 16,19 Å sowie drei Formeleinheiten pro Elementarzelle.

## Varietäten und Modifikationen
- Eylettersit (auch Th-crandallit[3]) ist eine Crandallit-Varietät mit Fremdbeimengungen an Thorium, die unter UV-Licht fluoresziert.[15]
- Viseit (auch Viséit) ist eine siliciumhaltige Varietät von Crandallit.[3]

## Bildung und Fundorte

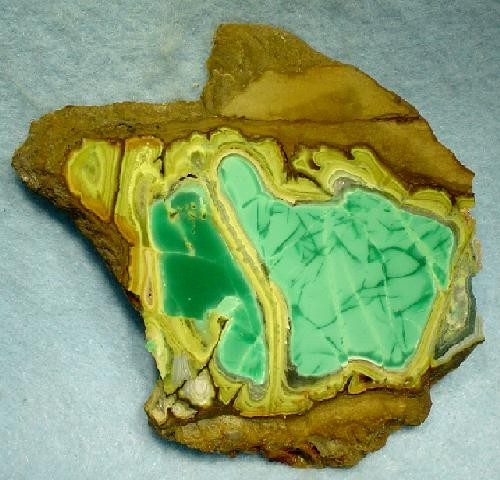
Variscit (grün) von Crandallit (gelb) eingeschlossen, aus der „Little Green Monster Variscite Mine“, Clay Canyon, Fairfield, Oquirrh-Gebirge, Utah, USA (Größe: 7,8 × 7,3 × 0,4 cm)

Crandallit bildet sich in verwitterten phosphat- und aluminiumhaltigen Sedimenten und Sedimentgesteinen sowie in Karbonatiten. Begleitminerale sind unter anderem Fluorapatit, Hydroxylherderit und Quarz.
Als relativ selten vorkommende Mineralbildung kann Crandallit an verschiedenen Orten zum Teil reichlich vorhanden sein, insgesamt ist er aber wenig verbreitet. Weltweit sind bisher rund 330 Fundstätten für Crandallit dokumentiert (Stand: 2022). Außer an seiner Typlokalität in der Brooklyn Mine bei Silver City trat das Mineral in Utah noch am Utahlite Hill, in den östlichen Tintic Mountains, den Stansbury Mountains und bei Fairfield auf.
In Deutschland konnte Crandallit bisher unter anderem in der Grube Clara bei Oberwolfach und im Bergrevier Neubulach in Baden-Württemberg, an mehreren Stellen im Landkreis Amberg-Sulzbach und in einem Quarzitbruch bei Hemsbach (Mömbris) in Bayern, in den Gruben „Gutglück“ bei Braunfels, „Rotläufchen“ bei Waldgirmes und „Mark“ bei Essershausen im hessischen Bezirk Gießen, im Steinbruch Föckinghausen bei Bestwig, am Hardtkopf bei Linnepe und in der Grube David bei Warstein in Nordrhein-Westfalen, bei Emmerichswalde und in der Gemeinde Muldenhammer in Sachsen sowie in der ehemaligen Absetzerhalde des Uranerzreviers Ronneburg in Thüringen gefunden werden.
In Österreich fand sich Crandallit an mehreren Fundstätten in Kärnten (Millstätter See, Ratteingraben, Wolfsberg), Niederösterreich (Eibenstein an der Thaya, Gasteil, Mühldorf), bei Mittersill in Salzburg und im Bezirk Bruck-Mürzzuschlag der Steiermark.
Weitere Fundorte liegen unter anderem in Angola, Argentinien, Australien, Belgien, Bolivien, Brasilien, Bulgarien, Burundi, Chile, China, Finnland, Frankreich, Gabun, Griechenland, Guatemala, Irland, Israel, Italien, Japan, Kanada, Kasachstan, Kirgisistan, Demokratische Republik Kongo, Kosovo, Mexiko, Namibia, den Niederlanden, in Nigeria, Peru, Polen, Portugal, Ruanda, Rumänien, Russland, Schweden, Senegal, Serbien, Slowakei, Spanien, Sri Lanka, Sudan, Südafrika, Tadschikistan, Togo, Tschechien, Uganda, Ungarn, Usbekistan, im Vereinigten Königreich (England, Wales) und weiteren Staaten in den USA.